# لوکاس اشپنگلر
لوکاس اشپنگلر (انگلیسی: Lukas Spengler؛ زادهٔ ۱۶ سپتامبر ۱۹۹۴ ‏(۳۰ سال)) دوچرخه‌سوار اهل سوئیس است.
از باشگاه‌هایی که در آن بازی کرده‌است می‌توان به دابلیوبی ورانکلاسیک آکوا پروتکت اشاره کرد.